# Trois Sœurs dans le Montana
Trois Sœurs dans le Montana (Nora Roberts' Montana Sky) est un téléfilm américain réalisé par Mike Robe et diffusé le 5 février 2007 sur Lifetime.

## Synopsis
Au décès de leur père, le multi-millionnaire Jack Mercy, Willa, Tess et Lily, ses filles nées de mères différentes et que tout sépare, sont convoquées au ranch partenel.
Dans son testament, Jack exige que les trois femmes passent un an ensemble sur les terres qui ont fait la fortune de leur père avant de toucher leur héritage.

## Fiche technique
- Titre original : Nora Roberts' Montana Sky
- Réalisation : Mike Robe
- Scénario : April Smith (en), d'après un roman de Nora Roberts
- Société de production : Mandalay Television
- Durée : 96 minutes
- Pays de production :  États-Unis

## Distribution
- Ashley Williams (VF : Murielle Naigeon) : Willa Mercy[2]
- Charlotte Ross (VF : Anne Rondeleux) : Tess Mercy[2]
- Laura Mennell : Lily Mercy
- Diane Ladd (VF : Marie-Martine) : Bess[2]
- Laura Mennell : Lily Mercy
- Nathaniel Arcand : Adam Wolfchild
- Aaron Pearl (VF : Jérôme Rebbot) : Nate
- Tom Carey (VF : Fabien Jacquelin) : Jim
- John Corbett (VF : Jérôme Keen) : Ben McKintock[2]
- Scott Heindl (VF : Emmanuel Karsen) : Jesse Carne
- James Baker : Ham
- Donovan Workum : Pickles
- Stephen Hair (VF : Philippe Ariotti) : Ken Campbell
- James D. Hopkin : prêtre
- Heather Lea McCallum : médecin légiste
- James Dugan]: vétérinaire

 Source et légende : version française (VF) sur RS Doublage

## Accueil
Le téléfilm a été vu par environ 4,8 millions de téléspectateurs lors de sa première diffusion.